# Disque de certification
« Disque d'or » redirige ici. Pour les autres significations, voir Disque d'or (homonymie).
Un disque de certification est une récompense remise à un artiste pour souligner qu’un album ou un single s'est vendu à un certain nombre d'exemplaires. La certification est effectuée par un organisme officiel chargé de vérifier que le seuil requis a bien été atteint.
Depuis leur création, ces certifications ont été déclinées selon différents seuils de ventes avec la création des disques d’argent, d'or, de platine et de diamant. Chaque pays possède son propre système de certification avec des dénominations, seuils et conditions de certifications spécifiques, qui ont pu évoluer au fil des années, en fonction du marché du disque.

## Histoire
Durant les années 1950, les maisons de disques commencent à décerner différentes récompenses pour souligner les ventes de leurs artistes respectifs. Le terme « Disque d'or » fait alors son apparition dans la presse. Afin d’homogénéiser les seuils d'attribution et de réguler les abus, les associations représentant l'industrie du disque mettent en place un cadre officiel pour la remise de ces récompenses. La RIAA (la principale association de l'industrie phonographique aux États-Unis) lance un programme de certifications dès 1958, suivi par la plupart des pays comme le Royaume-Uni, sous le contrôle de la BPI, ou la France, où le SNEP et l'UPFI gèrent la remise des certifications.

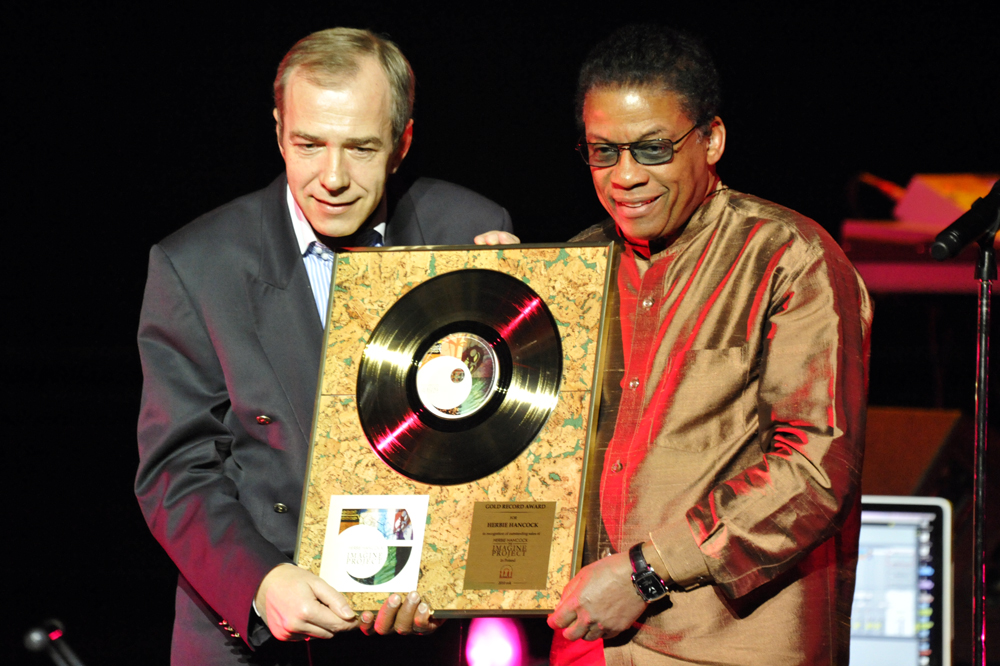
Herbie Hancock reçoit un disque d'or en Pologne en 2010.

Les certifications de type disque d’or sont complétées avec d’autres telles que « Disque d’argent », « Disque de platine » ou « Disque de diamant ». Parfois, certains pays mettent également en place des certifications spécifiques pour un genre musical, telles que les « Jazz d’or » en Allemagne ou le programme de certification des disques en espagnol aux États-Unis.
La remise d'une certification est conditionnée à un seuil de ventes propre à chaque pays. Ces seuils sont choisis arbitrairement par les organismes délivrant les certifications, souvent en fonction de la taille du marché phonographique national. La plupart des pays (y compris la France) ont mis en place un système de vérification des comptes des maisons de disques afin de s'assurer de la véracité des ventes. D'autres pays, comme l'Allemagne, demandent simplement une déclaration sur l'honneur.
La certification porte sur les ventes nettes de disques entre la maison de disques d'une part, et les grossistes et distributeurs d’autre part. L'industrie du disque étant soumise à un système de retours dans le cas d'invendus, il est alors possible que la certification ne reflète pas le niveau réel des ventes si elle est antérieure aux retours des distributeurs. Afin de limiter ces cas de « Ship platinum, return gold », la RIAA, pour les États-Unis, a mis en place un délai de 30 jours entre la date de commercialisation d'un enregistrement et la certification de celui-ci.
Les certifications sont un instrument marketing pour l'industrie phonographique. Outre la couverture médiatique obtenue lors de la remise d'une certification, elles permettent de communiquer sur le succès de l’œuvre. L’usage de macarons pour signaler les certifications obtenues sur l’emballage du disque est un exemple de communication marketing possible à partir des certifications.
Différents seuils ont été en usage dans le temps et selon la région, tant pour les albums que pour les singles. Certaines récompenses étaient remises selon le nombre d'exemplaires vendus, alors que d'autres l'étaient selon la valeur marchande des ventes. Ces différences ont mené à des polémiques à propos des meilleurs vendeurs de tous les temps, certaines personnes réclamant que des albums certifiés disque d'or ne soient pas reconnus, allant jusqu'à proposer de reprendre la récompense remise à l'artiste.

## Types de disques
Le disque d'or est l'une des récompenses remises aux artistes. Elle fait partie d'une liste ordonnée en ordre croissant.
Généralement, la liste est la suivante :
- Argent ;
- Or ;
- Platine ;
- Diamant.

## Exemples de seuils

### Allemagne
En Allemagne, ce sont les entreprises qui remettent les récompenses, lesquelles sont rapportées à l'IFPI. Les seuils sont :
| Récompense                 | Or                         | Platine · ( 2 × Or)        |
| Jusqu’au 24 septembre 1999 | Jusqu’au 24 septembre 1999 | Jusqu’au 24 septembre 1999 |
| -------------------------- | -------------------------- | -------------------------- |
| Albums                     | 250 000                    | 500 000                    |
| Jusqu’au 31 décembre 2002  |                            |                            |
| Singles                    | 250 000                    | 500 000                    |
| Albums                     | 150 000                    | 300 000                    |
| Depuis le 1er janvier 2003 |                            |                            |
| Singles                    | 150 000                    | 300 000                    |
| Albums                     | 100 000                    | 200 000                    |

En outre, des multiples de ces seuils peuvent également être décernés (triple disque d'or, quadruple disque d'or, etc.).

### Australie
En Australie, les récompenses sont certifiées par le Australian Record Industry Association (ARIA). En 2003, les seuils sont :
| Récompense   | Or     | Platine · ( 2 × Or) |
| ------------ | ------ | ------------------- |
| Albums       | 35 000 | 70 000              |
| DVD musicaux | 7 500  | 15 000              |

### Belgique
En Belgique, les récompenses sont certifiées par l'Ultratop.
| Récompense                                                         | Or     | Platine · ( 2 × Or) |
| ------------------------------------------------------------------ | ------ | ------------------- |
| Albums                                                             | 10 000 | 20 000              |
| Singles pour le répertoire belge ou chanté en néerlandais/français | 10 000 | 20 000              |
| Singles pour le répertoire étranger (ni néerlandais, ni français)  | 20 000 | 40 000              |

### Canada
Au Canada, les récompenses sont certifiées par le Canadian Recording Industry Association (CRIA). En avril 2008, des seuils modifiés ont été adoptés pour refléter la baisse du marché du disque :
| Récompense                  | Argent | Or     | Platine · ( 2 × Or) | Diamant · (10 × Platine) |
| --------------------------- | ------ | ------ | ------------------- | ------------------------ |
| Albums                      | 20 000 | 40 000 | 80 000              | 800 000                  |
| DVD musicaux                | 2 500  | 5 000  | 10 000              | 100 000                  |
| Singles                     | 2 500  | 5 000  | 10 000              | 100 000                  |
| Singles (en téléchargement) | 20 000 | 40 000 | 80 000              | 800 000                  |
| Sonneries téléphoniques     | 10 000 | 20 000 | 40 000              | 400 000                  |

### Corée du Sud
En Corée du Sud, les récompenses sont certifiées par la Korea Music Content Association (KMCA). Depuis 2018, les seuils sont :
| Récompense                | Platine     | 2 × Platine | 3 × Platine | Diamant · (Million) |
| ------------------------- | ----------- | ----------- | ----------- | ------------------- |
| Albums                    | 250 000     | 500 000     | 750 000     | 1 000 000           |
| Singles (téléchargements) | 2 500 000   | 5 000 000   | 7 500 000   | 10 000 000          |
| Singles (streaming)       | 100 000 000 | 200 000 000 | 300 000 000 | 1 000 000 000       |

### États-Unis
Aux États-Unis, les récompenses sont certifiées par la Recording Industry Association of America (RIAA) depuis 1958.
Il existe une certification particulière pour les albums qui contiennent des chansons en espagnol (plus de 50 %) : oro, platino et multi-platino.
En 2005, les seuils sont :
| Récompense                                                                                          | Or      | Platine (2 × Or) | Multi-platine (2 × Platine) | Or        | Platine · ( 2 × Or) | Multi-platine · ( 2 × Platine) | Diamant · (10 × Platine) |
| --------------------------------------------------------------------------------------------------- | ------- | ---------------- | --------------------------- | --------- | ------------------- | ------------------------------ | ------------------------ |
| Albums (Si l’album dure plus de 100 minutes, ses ventes sont comptées double.)                      | 100 000 | 200 000          | 400 000                     | 500 000   | 1 000 000           | 2 000 000                      | 10 000 000               |
| Singles de 1958 jusqu'en 1976                                                                       |         |                  |                             | 1 000 000 |                     |                                |                          |
| Singles de 1976 jusqu'au 31 décembre 1988                                                           |         |                  |                             | 1 000 000 | 2 000 000           | 4 000 000                      |                          |
| Singles depuis le 1er janvier 1989 (une certification semblable existe pour la musique téléchargée) |         |                  |                             | 500 000   | 1 000 000           | 2 000 000                      | 10 000 000               |
| DVD musicaux                                                                                        |         |                  |                             | 50 000    | 100 000             | 200 000                        | 1 000 000                |
| Singles vidéos                                                                                      |         |                  |                             | 25 000    | 50 000              | 100 000                        | 500 000                  |

### Finlande
En Finlande, l récompenses sont certifiées par l'International Federation of Phonographic Industry (IFPI). En 2010, les seuils sont :
| Récompense                  | Or     | Platine · ( 2 × Or) | 2 × Platine | 3 × Platine |
| --------------------------- | ------ | ------------------- | ----------- | ----------- |
| Albums                      | 10 000 | 20 000              | 40 000      | 60 000      |
| Singles, EP et DVD musicaux | 5 000  | 10 000              |             |             |

### France
En France, les récompenses sont certifiées par le SNEP et l'UPFI. Les premiers disques d'or officiels sont décernés en 1973. Les seuils de certification évoluent en fonction du marché du disque : ainsi, compte tenu de la crise du disque, ces seuils ont souvent été revus à la baisse depuis 2006.
Depuis 2016, les seuils prennent en compte le streaming. L'évaluation se fait en partenariat avec GFK.

#### Albums
| Récompense                               | Argent | Or      | 2 × Or  | Platine | 2 × Platine | 3 × Platine | Diamant   |
| ---------------------------------------- | ------ | ------- | ------- | ------- | ----------- | ----------- | --------- |
| Du 1er janvier 1973 au 30 avril 1980     |        | 100 000 |         |         |             |             |           |
| Du 1er mai 1980 au 30 octobre 1988       |        | 100 000 |         | 400 000 |             |             |           |
| Du 1er novembre 1988 au 31 décembre 1998 |        | 100 000 | 200 000 | 300 000 | 600 000     | 900 000     | 1 000 000 |
| Du 1er janvier 1999 au 30 juin 2006      | 50 000 | 100 000 | 200 000 | 300 000 | 600 000     | 900 000     | 1 000 000 |
| Du 1er juillet 2006 au 30 juin 2009      | 35 000 | 75 000  | 150 000 | 200 000 | 400 000     | 600 000     | 750 000   |
| Depuis le 1er juillet 2009               |        | 50 000  |         | 100 000 | 200 000     | 300 000     | 500 000   |

Depuis janvier 2016, pour intégrer les écoutes en streaming dans la certification des albums, le SNEP additionne le nombre d'écoutes de chaque titre d’un album, puis soustrait la moitié du nombre d'écoutes du titre le plus écouté, divise le résultat obtenu par 1500 (1000 avant janvier 2019) : on obtient l’équivalent-ventes. L'équivalent-ventes est ensuite ajouté au nombre de ventes pour obtenir le total à partir duquel se détermine la certification.
Depuis juillet 2024, le SNEP prend désormais en compte les écoutes freemium dans le calcul des ventes. (10 500 écoutes gratuites = une vente)

#### Singles

##### Avant 2016: Ventes
| Récompense                              | Argent  | Or      | Platine   | Diamant |
| --------------------------------------- | ------- | ------- | --------- | ------- |
| Du 1er janvier 1973 au 30 avril 1980    |         | 500 000 |           |         |
| Du 1er mai 1980 au 30 juin 1985         |         | 500 000 | 1 000 000 |         |
| Du 1er juillet 1985 au 31 octobre 1988  | 250 000 | 500 000 | 1 000 000 |         |
| Du 1er novembre 1988 au 28 février 1991 | 200 000 | 400 000 | 800 000   |         |
| Du 1er mars 1991 au 1er janvier 1997    | 125 000 | 250 000 | 500 000   |         |
| Du 2 janvier 1997 au 30 avril 2005      | 125 000 | 250 000 | 500 000   | 750 000 |
| Du 1er mai 2005 à juillet 2009          | 100 000 | 200 000 | 300 000   | 500 000 |
| Du 1er juillet 2009 au 28 février 2013  |         | 150 000 | 250 000   | 400 000 |
| Du 1er mars 2013 au 31 décembre 2015    |         | 75 000  | 150 000   | 250 000 |

##### Après 2016: Écoutes streaming
À partir de 2016, le SNEP base ses certifications sur le nombre d'écoutes en streaming, et convertit les téléchargements en utilisant une formule de 1 téléchargement pour 150 streams.
Le 25 avril 2018, à la suite d'affaires de triches dans le streaming, le SNEP annonce qu'il ne prendra désormais en compte que les streams provenant de comptes d'abonnés. Ce nouveau mode de calcul s'accompagne d'une inflation des seuils de 50 %.
Depuis le 1er juillet 2024, à titre expérimental, le SNEP décide de reprendre en compte le streaming freemium, c'est-à-dire financé par la publicité tel que les écoutes de comptes non abonnés aux services de streaming ou bien les visionnages des clips officiels sur Youtube, tout cela a hauteur de 7 écoutes/visionnages gratuit équivalent à une écoute payante.
| Récompense                           | Or         | Platine    | Diamant    |
| ------------------------------------ | ---------- | ---------- | ---------- |
| Du 1er janvier 2016 au 26 avril 2018 | 10 000 000 | 20 000 000 | 35 000 000 |
| Depuis le 27 avril 2018              | 15 000 000 | 30 000 000 | 50 000 000 |

#### DVD musicaux
| Récompense          | Or     | Platine | 2 × Platine | 3 × Platine | Diamant |
| ------------------- | ------ | ------- | ----------- | ----------- | ------- |
| Avant juillet 2009  | 10 000 | 20 000  | 40 000      | 60 000      | 100 000 |
| Depuis juillet 2009 | 7 500  | 15 000  | 30 000      | 45 000      | 60 000  |
| Depuis janvier 2018 | 5 000  | 10 000  | 20 000      | 30 000      | 40 000  |

### Irlande
En Irlande, les récompenses sont certifiées par le Irish Recorded Music Association (IRMA). En 2010, les seuils sont :
| Récompense        | Or    | Platine · ( 2 × Or) |
| ----------------- | ----- | ------------------- |
| Albums et singles | 7 500 | 15 000              |
| DVD musicaux      | 2 000 | 4 000               |

### Japon
Au Japon, les récompenses sont certifiées par le Recording Industry Association of Japan (RIAJ). En 2004, les seuils sont :
| Récompense | Or      | Platine | Diamant   |
| ---------- | ------- | ------- | --------- |
| Albums     | 100 000 | 250 000 | 1 000 000 |

Ces seuils s'appliquent pour les ventes nationales et internationales. Avant 2003, un disque d'or était décerné à 200 000 exemplaires pour les produits nationaux, et à 100 000 exemplaires pour les produits internationaux. Pour le disque de platine, le seuil était respectivement de 400 000 et 200 000 exemplaires.

### Nouvelle-Zélande
En Nouvelle-Zélande, les récompenses sont certifiées par le Recording Industry Association of New Zealand (RIANZ). En 2005, les seuils sont :
| Récompense        | Or    | Platine · ( 2 × Or) |
| ----------------- | ----- | ------------------- |
| Albums et singles | 7 500 | 15 000              |
| DVD musicaux      | 2 500 | 5 000               |

### Portugal
Au Portugal, les récompenses sont certifiées par l’Associação Fonográfica Portuguesa. En juin 2005, les seuils passent à :
| Récompense   | Or     | Platine · ( 2 × Or) |
| ------------ | ------ | ------------------- |
| Albums       | 10 000 | 20 000              |
| DVD musicaux | 4 000  | 8 000               |

### Pays-Bas
Chronologie des certifications d'albums aux Pays-Bas :
| Récompense         | Or     | Platine · ( 2 × Or) |
| ------------------ | ------ | ------------------- |
| Avant janvier 2000 | 50 000 | 100 000             |
| Avant janvier 2006 | 40 000 | 80 000              |
| Avant janvier 2008 | 35 000 | 70 000              |
| Avant juin 2009    | 30 000 | 60 000              |
| Après juin 2009    | 25 000 | 50 000              |

Pour les albums de musique jazz et classique, les seuils sont de 10 000 copies pour un disque d'or et de 20 000 copies pour un disque de platine. Avant 2008, les seuils étaient respectivement de 15 000 exemplaires, et 25 000 copies.

### Royaume-Uni
Au Royaume-Uni, les récompenses sont remises par British Phonographic Industry depuis 1973. Les seuils sont :
| Récompense                         | Argent  | Or      | Platine   |
| ---------------------------------- | ------- | ------- | --------- |
| Albums                             | 60 000  | 100 000 | 300 000   |
| Singles jusqu'au 31 décembre 1988  | 250 000 | 500 000 | 1 000 000 |
| Singles depuis le 1er janvier 1989 | 200 000 | 400 000 | 600 000   |

### Suisse
En Suisse, depuis 2017, les seuils pour les singles et les albums sont :
| Récompense                                  | Or     | Platine · ( 2 × Or) |
| ------------------------------------------- | ------ | ------------------- |
| Artistes chantant en allemand ou en anglais | 10 000 | 20 000              |
| Artistes chantant en français ou en italien | 7 500  | 15 000              |